# Sara Tunes
Sara Agudelo Restrepo (5 de outubro de 1989, Medellín, Colômbia), também conhecida como Sara Tunes, é uma cantora e compositora colombiana.

## Discografia
- Villancicos de Todas la Épocas (2003)
- ¿Para Qué? (2006)
- Butterfly (2010)